# Promień drzewny

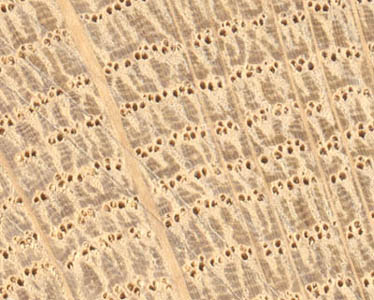
Promień drzewny w pniu Quercus robur

Promień drzewny – wstęgowate zespoły komórek rozmieszczone promieniście na przekroju poprzecznym łodygi. Składają się głównie z tkanki miękiszowej.

## Funkcje
Promienie drzewne służą roślinom (np. drzewom) do gromadzenia i przewodzenia asymilatów z komórek lub rurek sitowych do kambium i komórek miękiszowych drewna. Dzięki przestworom międzykomórkowym zapewniają także przechodzenie powietrza do wewnętrznych części  pnia. Biorą również udział w przenoszeniu wody z wewnętrznych partii pnia do kambium i łyka.

## Powstawanie i budowa
Są wytworem miazgi, które na małych odcinkach różnicują się w miękisz. Biegną promieniście przez drewno (promienie drzewne) oraz łyko (promienie łykowe).
Szerokość promieni określa się liczba komórek. Jeśli promień składa się z jednej warstwy komórek nazywany jest jednorzędowym, gdy są to dwie warstwy komórek, dwurzędowym. W podobny sposób określana jest wysokość promieni. Niskie składają się w z kilkunastu pionowo ułożonych warstw komórek, wysokie z kilkudziesięciu. 
U drzew iglastych promienie są jednorzędowe. Niektóre zawierają przewód żywiczny i wtedy składają się z kilku warstw komórek. Tego rodzaju promienie nazywane są promieniami wrzecionowatymi. Poza komórkami miękiszowymi w promieniach mogą występować cewki promieniowe. W komórkach miękiszowych występują jamki proste, w cewkach promieniowych jamki lejkowate.
Drzewa dwuliścienne mają promienie składające się wyłącznie z komórek miękiszowych. Ze względu na kształt komórki promieni dzielone są na stojące i leżące. Komórki stojące wydłużone są prostopadle do osi promienia. Komórki leżące równolegle do osi. Promienie jednakokomórkowe zawierają tylko jeden z wymienionych typów komórek. Promienie różnokomórkowe oba typy komórek miękiszowych. U większości gatunków drzew występują promienie jednakokomórkowe. Komórki połączone z naczyniami lub cewkami za pomocą dużych jamek nazywane są komórkami kontaktowymi. Pozostałe komórki bez połączeń określane są jako komórki izolowane. Wraz z miękiszem drzewnym miękisz promieni rdzeniowych tworzy ciągły system miękiszu w drewnie.
Promienie rdzeniowe występują także w łodygach słonecznika i ostróżki. U tych roślin tkanka miękiszowa promieni rozdziela poszczególne wiązki łykodrzewne łącząc rdzeń z okolnicą.
Szerokość i wysokość promieni jest zróżnicowana. Promienie wyłącznie jednorzędowe występują u Salix, Populus, Aesculus. U Platanus występują wyłącznie promienie wielorzędowe. Jednak większość drzew wykształca promienie zarówno promienie jednorzędowe, jak i wielorzędowe. Promienie jednorzędowe występują głównie we wczesnych stadiach rozwojowych. Promienie wielorzędowe są widoczne gołym okiem. Rozmieszczone są w drewnie w podobnych odległościach, zarazem nie większych przestrzeni pozbawionych promieni drzewnych.

## Surowiec drzewny
Na przekroju poprzecznym drewna promienie drzewne mają kształt linii przebiegających nieregularnie wzdłuż promienia przekroju. Na przekroju promieniowym mają kształt poprzerywanych wstęg, a na stycznym – soczewek. Na wszystkich przekrojach mają odmienne zabarwienie niż otaczające drewno i w zależności od kąta padania światła połyskują ciemniej lub jaśniej od tła. Charakterystyczny kształt promieni rdzeniowych na przekroju stycznym (drobne, gęsto rozsiane soczewki) stanowi cechę rozpoznawcza drewna bukowego. W niektórych sortymentach, np. deszczułkach posadzkowych lub okleinach ceniony jest materiał pochodzący z przekroju promieniowego – ze względu na dużą liczbę widocznych gołym okiem promieni rdzeniowych. Materiał taki nosi nazwę błyszczowego i jest ceniony z powodu urozmaiconego rysunku drewna, a w deszczułkach posadzkowych – wskutek większej odporności na ścieranie.